# Rudolf Harney
Pour les articles homonymes, voir Harney.
Rudolf Harney (1880-1965) est un ecclésiastique protestant allemand, opposé au nazisme. En 1953, la croix fédérale du Mérite lui fut décerné.

## Biographie
Fils d'un cadre des chemins de fer, Rudolf Paul Otto Harney naît le 4 novembre 1880, à Metz-Sablon, ville annexée à l'Empire allemand. Il étudie la théologie protestante à Bonn, puis à Greifswald.
En 1906, Rudolf Harney est nommé pasteur à Greifswald. Il est affecté à Stettin de 1908 à 1912. Harney est ensuite nommé à Düsseldorf, où il fera toute sa carrière. De 1929 à 1933, il est membre du conseil de l'église de la province de Rhénanie. Pendant la période national-socialiste, alors que son fils, Klaus Harney (1917-1942) est officier de la Kriegsmarine, Rudolf devient membre de l'église confessante, un mouvement chrétien opposé au nazisme.
Après la guerre, il est nommé surintendant de l'église rhénane, puis Vice-président. En 1953, la croix fédérale du Mérite, lui est décerné pour honorer ses mérites au service du pays.
Rudolf Paul Otto Harney décéda le 9 juin 1965 à Düsseldorf.

## Ses publications
- Sind evangelische Beamte im Rheinland vogelfrei?, L. Voss, Düsseldorf, 1926
- Was jeder Gemeindevertreter in Rheinland und Westfalen von der rheinisch-westfälischen Kirchenordnung wissen muß, Essen, Evang. Preßverband f. Rheinland, 1925.
- Weltbrand und Gottesfeuer, Lesch & Irmer, Düsseldorf, 1915.
- Liberal und positiv, Schaffnit, Düsseldorf, 1913